# East Dubuque
East Dubuque – miasto w Stanach Zjednoczonych, w stanie Illinois, w hrabstwie Jo Daviess.